# Bistum Bafia
Das Bistum Bafia (lat.: Dioecesis Bafiensis) ist eine in Kamerun gelegene römisch-katholische Diözese mit Sitz in Bafia.

## Geschichte
Das Bistum Bafia wurde am 6. Juli 1965 durch Papst Paul VI. mit der Apostolischen Konstitution Quo lex Evangelica aus Gebietsabtretungen des Erzbistums Yaoundé als Apostolische Präfektur Bafia errichtet. Am 11. Januar 1968 wurde die Apostolische Präfektur Bafia durch Paul VI. mit der Apostolischen Konstitution Adorandi Dei Filii zum Bistum erhoben und dem Erzbistum Yaoundé als Suffraganbistum unterstellt.

## Ordinarien

### Apostolische Präfekten von Bafia
- 1965–1968 André Loucheur CSSp

### Bischöfe von Bafia
- 1968–1977 André Loucheur CSSp
- 1977–2003 Athanase Bala CSSp
- 2003–2017 Jean-Marie Benoît Balla
  - 2017–2020 Abraham Kome (Apostolischer Administrator)
- seit 2020 Emmanuel Dessi Youfang